# 错那垂头菊
错那垂头菊（学名：Cremanthodium conaense）为菊科垂头菊属的植物，是中国的特有植物。分布在中国大陆的西藏等地，生长于海拔4,500米至4,600米的地区，多生在山顶坡地和草甸，目前尚未由人工引种栽培。